# Johannes Athanasius Kopietz
Johannes Athanasius Kopietz (* 31. August 1843 in Strehlen, Provinz Schlesien; † nach 1910) war ein deutscher Historiker und Lehrer sowie Heimatkundler.

## Leben
Kopietz' Eltern waren der Lehrer Johann Kopietz und dessen Ehefrau, geb. Ender. Er hatte das katholische Glaubensbekenntnis. Nach Erlangung der Hochschulreife am Gymnasium zu Schweidnitz studierte er Geschichte, Philologie und Philosophie an der Universität Breslau, u. a. bei Richard Roepell und Hans Rückert. Im Jahr 1869 wurde er mit der Dissertation „Quaestio de incursione per Mongolos in Silesiam facta anno 1241“  über den Mongoleneinfall in Schlesien 1241 promoviert. Um die Wende vom 19. zum 20. Jahrhundert war er als Gymnasialprofessor  am Progymnasium in Frankenstein tätig.

## Veröffentlichungen (Auswahl)
- Quaestio de incursione per Mongolos in Silesiam facta anno 1241. Dissertation Breslau 1869 (Digitalisat).
- Regesten der Stadt Patschkau. Patschkau 1875.
- Kirchengeschichte des Fürstentums Münsterberg und des Weichbildes Frankenstein. Frankenstein 1885.
- Die geographischen Verhältnisse Schlesiens im Altertum. Breslau 1890.
- Das Kollegiatstift von St. Nikolaus in Ottmachau (1386–1477). In: ZVGS 26, 1892  S. 131–163.
- Beiträge zur ältesten Geschichte des Neißer Landes und der Stadt Ziegenhals 1. Teil. Ziegenhals 1898 (Digitalisat).
- Geschichte der deutschen Kultur und ihrer Entwicklung in Frankenstein und im Frankensteiner Lande. Ein Beitrag zur schlesischen Kulturgeschichte. Müller und Seiffert, Breslau 1910 (Digitalisat).